# Flabellum (geslacht)
Flabellum  is een geslacht van neteldieren uit de klasse van de Anthozoa (bloemdieren).

## Soorten
- Flabellum (Flabellum) angustum Yabe & Eguchi, 1942
- Flabellum (Flabellum) arcuatile Cairns, 1999
- Flabellum (Flabellum) areum Cairns, 1982
- Flabellum (Flabellum) atlanticum Cairns, 1979
- Flabellum (Flabellum) australe Moseley, 1881
- Flabellum (Flabellum) campanulatum Holdsworth, 1862
- Flabellum (Flabellum) chunii Marenzeller, 1904
- Flabellum (Flabellum) cinctutum Cairns & Polonio, 2013
- Flabellum (Flabellum) curvatum Moseley, 1881
- Flabellum (Flabellum) flexuosum Cairns, 1982
- Flabellum (Flabellum) floridanum Cairns, 1991
- Flabellum (Flabellum) folkesoni Cairns, 1998
- Flabellum (Flabellum) gardineri Cairns, 1982
- Flabellum (Flabellum) impensum Squires, 1962
- Flabellum (Flabellum) knoxi Ralph & Squires, 1962
- Flabellum (Flabellum) lamellulosum Alcock, 1902
- Flabellum (Flabellum) magnificum Marenzeller, 1904
- Flabellum (Flabellum) ongulense Eguchi, 1965
- Flabellum (Flabellum) patens Moseley, 1881
- Flabellum (Flabellum) pavoninum Lesson, 1831
- Flabellum (Flabellum) politum Cairns, 1989
- Flabellum (Flabellum) thouarsii Milne Edwards & Haime, 1848
- Flabellum (Flabellum) transversale Moseley, 1881
- Flabellum (Flabellum) vaughani Cairns, 1984
- Flabellum (Ulocyathus) alabastrum Moseley in Thompson, 1873
- Flabellum (Ulocyathus) angulare Moseley, 1876
- Flabellum (Ulocyathus) aotearoa Squires, 1964
- Flabellum (Ulocyathus) apertum Moseley, 1876
- Flabellum (Ulocyathus) conuis Moseley, 1881
- Flabellum (Ulocyathus) daphnense Durham & Barnard, 1952
- Flabellum (Ulocyathus) deludens Marenzeller, 1904
- Flabellum (Ulocyathus) hoffmeisteri Cairns & Parker, 1992
- Flabellum (Ulocyathus) japonicum Moseley, 1881
- Flabellum (Ulocyathus) lowekeyesi Squires & Ralph, 1965
- Flabellum (Ulocyathus) macandrewi Gray, 1849
- Flabellum (Ulocyathus) marcus Keller, 1974
- Flabellum (Ulocyathus) marenzelleri Cairns, 1989
- Flabellum (Ulocyathus) messum Alcock, 1902
- Flabellum (Ulocyathus) moseleyi Pourtalès, 1880
- Flabellum (Ulocyathus) sexcostatum Cairns, 1989
- Flabellum (Ulocyathus) tuthilli Hoffmeister, 1933

## Uitgestorven soorten
- Flabellum gallapagense Milne Edwards & Haime, 1848 †
- Flabellum laciniatum (Philippi, 1841) †
- Flabellum (Flabellum) galapagense Milne Edwards & Haime, 1848 †